# Pothières
Pothières – miejscowość i gmina we Francji, w regionie Burgundia-Franche-Comté, w departamencie Côte-d’Or. Przez miejscowość przepływa Sekwana. 
Według danych na rok 1990 gminę zamieszkiwały 232 osoby, a gęstość zaludnienia wynosiła 13 osób/km² (wśród 2044 gmin Burgundii Pothières plasuje się na 680. miejscu pod względem liczby ludności, natomiast pod względem powierzchni na miejscu 527.).